# Абдуллино (Бураєвський район)
Абду́ллино (рос. Абдуллино, башк. Абдулла) — присілок у складі Бураєвського району Башкортостану, Росія. Входить до складу Кузбаєвської сільської ради.
Населення — 58 осіб (2010; 62 у 2002).
Національний склад:
- башкири — 97 %